# Ziauddin Pur
Ziauddin Pur là một thị trấn thống kê (census town) của quận North East thuộc bang Delhi, Ấn Độ.

## Nhân khẩu
Theo điều tra dân số năm 2001 của Ấn Độ, Ziauddin Pur có dân số 48.028 người. Phái nam chiếm 54% tổng số dân và phái nữ chiếm 46%. Ziauddin Pur có tỷ lệ 67% biết đọc biết viết, cao hơn tỷ lệ trung bình toàn quốc là 59,5%: tỷ lệ cho phái nam là 73%, và tỷ lệ cho phái nữ là 59%. Tại Ziauddin Pur, 17% dân số nhỏ hơn 6 tuổi.